# Порт-Харди
Порт-Харди (англ. Port Hardy Port Hardy) — окружной муниципалитет в Канаде, на острове Ванкувер в провинции Британская Колумбия, в составе регионального округа Маунт-Веддингтон.

## Население
По данным переписи 2016 г., население окружного муниципалитета насчитывало 4132 человека, показав рост на 3,1 % по сравнению с 2011-м годом. Средняя плотность населения составляла 106,7 чел/км².
Из официальных языков Канады обоими одновременно владели 155 жителей, только на английском — 3935, а 15 — ни одним из двух. Всего 250 человек считали родным языком иной, чем один из официальных языков Канады, из них 40 — один из коренных языков, а 5 — украинский.
Трудоспособное население составляло 64,8 % всего населения, уровень безработицы — 8,6 % (9,4 % среди мужчин и 8,2 % среди женщин). 86,5 % лиц были наемными работниками, а 11 % — самозанятыми.
Средний доход на человека составлял $ 40 379 (медиана $ 31 720), при этом для мужчин — $ 46 181, а для женщин $ 34 006 (медианы — $ 39 776 и $ 26 039 соответственно).
29,9 % жителей имели законченное школьное образование, не имели законченного школьного образования — 29 %, 41 % имели послешкольное образование, из которых 22,1 % имели диплом бакалавра, или выше.

## Климат
Средняя годовая температура составляет 8,8 ° C, средняя максимальная — 17,4 ° C, а средняя минимальная — −0,7 ° C. Среднегодовое количество осадков — 2114 мм.